# NGC 472
NGC 472是位於雙魚座的一个螺旋星系，它距離地球约2.2亿光年，直径约9万光年。它于1862年8月29日由海因里希·路易·达雷发现。它在哈伯序列中屬於S0